# Etiopientermitskvätta
Etiopientermitskvätta (Myrmecocichla melaena) är en fågel i familjen flugsnappare inom ordningen tättingar. Den förekommer som namnet avslöjar i Etiopien, men även i Eritrea, i klippiga bergstrakter ovan 1800 meters höjd. Beståndet anses vara livskraftigt.

## Utseende och läte
Etiopientermitskvättan är en 20 cm lång helsvart fågel, förutom vitt på basen av handpennornas innerfan som formar en stor fläck synlig i flykten. Även näbb och ben är svarta. Könen är lika, ungfågeln något mattare. Sången beskrivs både som en mjuk ramsa och ljusa tjirpande toner som upprepas. Lätet är en kort genomträngande vissling.

## Utbredning och systematik
Fågeln förekommer i Östafrika på högplatån i Eritrea och norra Etiopien. Den behandlas som monotypisk, det vill säga att den inte delas in i några underarter.

### Familjetillhörighet
Termitskvättorna ansågs fram tills nyligen liksom bland andra buskskvättor, stentrastar, rödstjärtar vara små trastar. DNA-studier visar dock att de är marklevande flugsnappare (Muscicapidae) och förs därför numera till den familjen.

## Levnadssätt
Arten hittas bland klippor och raviner över 1800 meters höjd. Den föredrar områden nära vattenfall, men kan också ses i buskiga områden ovan bergsklyftor långt från vatten. Fågeln håller sig huvudsakligen till exponerade berghällar. Födan är dåligt känd, men den har setts bära insekter för att mata sina ungar. Den har noterats bygga bo i juni och december, i norra Etiopien dock maj–juni och nyligen flygga ungar har setts i augusti. Boet placeras i en skreva i en klippvägg.

## Status
Arten har ett stort utbredningsområde och beståndet anses stabilt. Internationella naturvårdsunionen IUCN listar den därför som livskraftig (LC). Världspopulationen har inte uppskattats, men den beskrivs som lokalt frekvent förekommande.

## Taxonomi och namn
Etiopientermitskvättan beskrevs som art av Eduard Rüppell 1837, under namnet Saxicola melaena. Artepitetet är en latinisering av grekiska melas eller melaina som betyder "svart".